# Lejá Dodí
Lejá Dodí (en hebreo: לכה דודי) también traducida como Lecha Dodi, es una canción de la liturgia judía cantada en idioma hebreo, que se recita todos los viernes al atardecer, en la sinagoga o en el hogar, para dar la bienvenida al Shabat, antes de los servicios de la noche. Esta canción forma parte de la ceremonia de bienvenida del Shabat (Kabalat Shabat ). Lejá Dodí significa "ven, mi amado", y es la invitación de un amante misterioso que puede ser Dios, o bien los amigos de uno mismo, a unirse para recibir juntos el Shabat y saludar a la "Novia del Shabat". Mientras los asistentes a la ceremonia cantan el último verso, los miembros de la congregación dan la bienvenida a la "Reina del Shabat".
La canción fue compuesta en el siglo XVI por Shlomo Halevi Alkabetz, quien nació en la ciudad de Tesalónica y luego se convirtió en un cabalista y se fue a vivir a la ciudad de Safed. Como era común en aquella época, la canción era un acrónimo, ya que al leer la primera letra de las primeras ocho estrofas de la canción, daba como resultado el nombre del autor del texto.
La canción está basada en una interpretación del judaísmo rabínico del libro del Cantar de los Cantares, donde la novia (kalá) representa simbolicamente al pueblo judío, y el amante (dodí) es una metáfora del Dios Elohim. En el libro de los profetas (Nevim), aparece la misma metáfora. El poema muestra al Pueblo de Israel, pidiéndole a Di-s que haga venir sobre su pueblo el gran Shabat de la redención mesiánica. El Lejá Dodí es uno de los poemas hebreos que han sido aceptados en la liturgia judía, tanto en el rito sefardí como en el rito asquenazí.